# تاريخ طبيعي

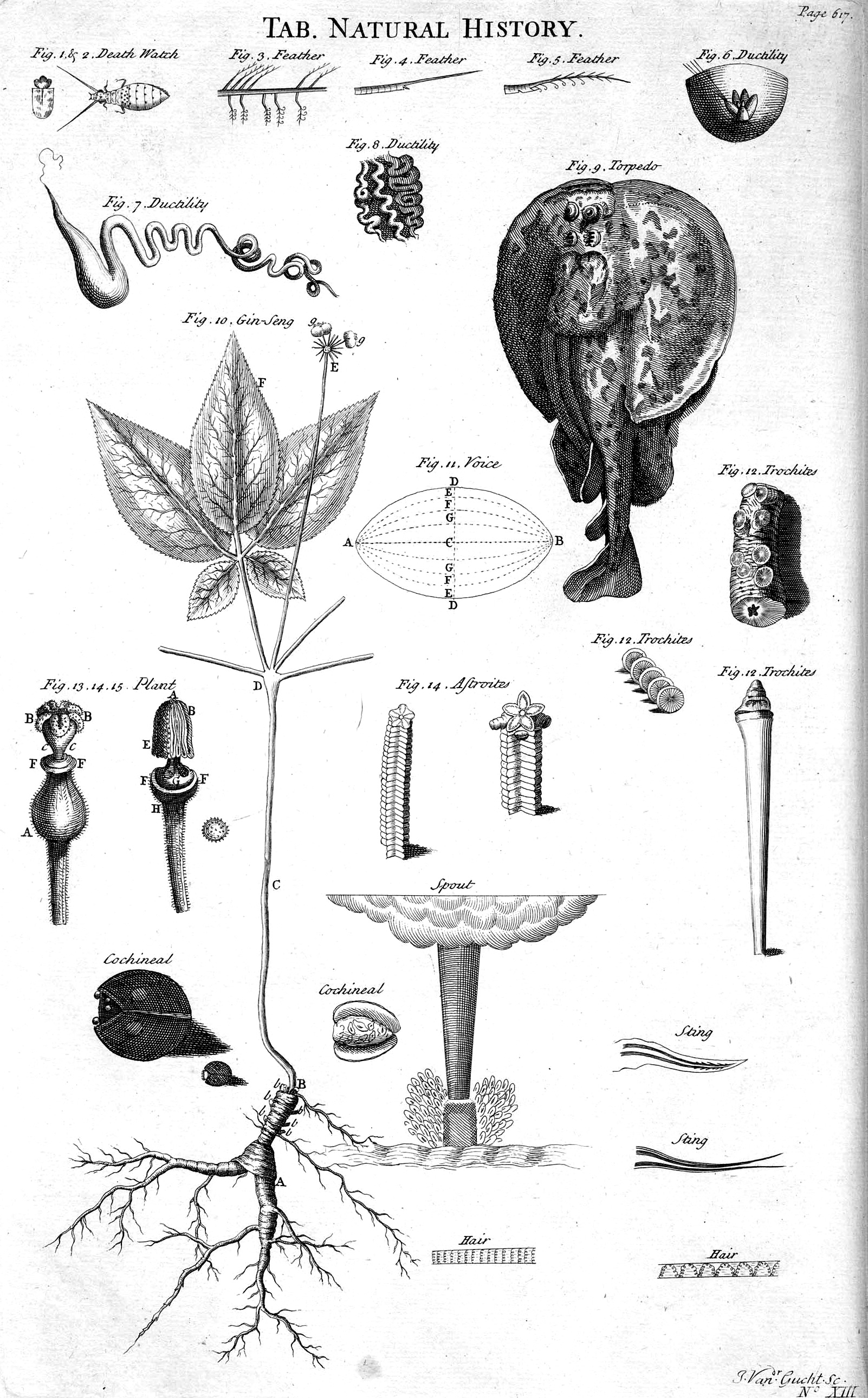
جدول التاريخ الطبيعي، سايكلوبيديا 1728

التاريخ الطبيعي هو مجال استقصاء يشمل الكائنات الحية، بما فيها الحيوانات والفطريات والنباتات، ضمن بيئتها الطبيعية، وتميل طرق الاستقصاء إلى الرصد أكثر من التجربة. ويُطلق على الشخص الذي يدرس التاريخ الطبيعي اسم عالم تاريخ طبيعي أو مؤرخ طبيعي.
يشمل التاريخ الطبيعي البحث العلمي ولكنه لا يقتصر عليه. ويتضمن الدراسة المنهجية لأي فئة من الكائنات الطبيعية أو الكائنات الحية. ويرجع تاريخه إلى دراسات من العالم اليوناني الروماني القديم والعالم العربي القروسطي، ثم إلى علماء الطبيعة في عصر النهضة الأوروبي الذين عملوا في عزلة شبه كاملة، وقد أصبح التاريخ الطبيعي اليوم مظلة متعددة التخصصات للعديد من العلوم المتخصصة؛ مثل البيولوجيا الأرضية التي تمتلك عددًا كبيرًا من التخصصات.

## التعريفات

### قبل عام 1900
تقلص معنى المصطلح الإنجليزي «التاريخ الطبيعي» بشكل تدريجي مع مرور الوقت، (وهو ترجمة اقتراضية من العبارة اللاتينية history naturalis) بينما على النقيض من ذلك، اتسع معنى مصطلح «الطبيعة».
في العصور القديمة، غطى «التاريخ الطبيعي» بشكل أساسي أي شيء مرتبط بالطبيعة، أو أي مواد مستخدمة مستمدة من الطبيعة، مثل موسوعة بليني الأكبر التي تحمل نفس العنوان، والتي نُشرت نحو عام 77 أو 79 للميلاد، والتي شملت علم الفلك والجغرافيا والبشر وتقنياتهم والطب، والخرافات، وكذلك الحيوانات والنباتات.
اعتبر الأكاديميون الأوروبيون في العصور الوسطى أن المعرفة تتكون من قسمين رئيسيين: العلوم الإنسانية (ما يعرف الآن باسم الكلاسيكيات) واللاهوت، مع دراسة العلوم إلى حد كبير من خلال النصوص بدلاً من الرصد أو التجربة. انتعشت دراسة الطبيعة في عصر النهضة، وسرعان ما أصبحت الفرع الثالث للمعرفة الأكاديمية، مقسمة نفسها إلى التاريخ الطبيعي الوصفي والفلسفة الطبيعية، أي الدراسة التحليلية للطبيعة. بالمصطلحات الحديثة، تتوافق الفلسفة الطبيعية تقريبًا مع الفيزياء والكيمياء بالمعنى الحديث، بينما تضمن التاريخ الطبيعي العلوم البيولوجية والجيولوجية. وكان الاثنان مرتبطين بقوة. خلال ذروة فترة العلماء المستقلين، ساهم العديد من الأشخاص في كلا المجالين، وكانت الأوراق الأولى في كلا المجالين تُقرأ عادةً في اجتماعات مجتمع العلوم المتخصص مثل الجمعية الملكية والأكاديمية الفرنسية للعلوم - وكلاهما تأسس خلال القرن السابع عشر.
جرى تشجيع التاريخ الطبيعي من خلال الدوافع العملية، مثل تطلع لينيوس لتحسين الوضع الاقتصادي للسويد. وبالمثل، دفعت الثورة الصناعية إلى تطوير الجيولوجيا للمساعدة في العثور على رواسب معدنية مفيدة.

### منذ عام 1900
تأتي التعريفات الحديثة للتاريخ الطبيعي من مجموعة متنوعة من المجالات والمصادر، وتؤكد العديد من التعريفات الحديثة على جانب معين من المجال، مما يخلق مجموعة من التعريفات مع عدد من الموضوعات المشتركة فيما بينها. مثلًا، يُعرف التاريخ الطبيعي غالبًا على أنه نوع من الرصد وموضوع للدراسة، يمكن أيضًا تعريفه على أنه مجموعة من المعارف، وكحرفة أو ممارسة، يجري التركيز فيها بشكل أكبر على الراصد أكثر من المرصود.
غالبًا ما تركز التعريفات من علماء الأحياء على الدراسة العلمية للكائنات الفردية في بيئتها، مثلما يتضح من تعريف مارستون بايتس: «إن التاريخ الطبيعي هو دراسة الحيوانات والنباتات – والكائنات الحية. أحب التفكير في التاريخ الطبيعي كدراسة الحياة على مستوى الفرد - ما تفعله النباتات والحيوانات، وكيف تتفاعل مع بعضها البعض ومع بيئتها، وكيف تنتظم في مجموعات أكبر مثل السكان والمجتمعات». وبالتعريف الأكثر الحداثة لدي سي ويلكوف وتي إيسنر: «الرصد الدقيق للكائنات الحية - أصولها وتطورها وسلوكها وعلاقاتها مع الأنواع الأخرى».
هذا التركيز على الكائنات الحية في بيئتها يردده أيضًا إتش دبليو غرين وجيه بي لوسوس: «يركز التاريخ الطبيعي على مكان وجود الكائنات الحية وما تفعله في بيئتها، بما في ذلك التفاعلات مع الكائنات الحية الأخرى. ويشمل التغييرات في الحالات الداخلية من حيث صلتها بما تفعله الكائنات الحية».
تذهب بعض التعريفات إلى أبعد من ذلك، مع التركيز على الرصد المباشر للكائنات الحية في بيئاتها، في الماضي والحاضر، مثل تعريف جي إيه. بارثولوميو: «طالب التاريخ الطبيعي، أو عالم التاريخ الطبيعي، يدرس العالم من خلال رصد النباتات والحيوانات مباشرة. لأن الكائنات الحية لا تنفصل وظيفيًا عن البيئة التي تعيش فيها ولأن تركيبها ووظيفتها لا يمكن تفسيرهما بشكل كافٍ دون معرفة بعض التاريخ التطوري، تشمل دراسة التاريخ الطبيعي دراسة الأحافير بالإضافة إلى الجوانب الفيزيوجغرافيا والجوانب الأخرى للبيئة المادية».